# هيئة المسرح والفنون الأدائية
هيئة المسرح والفنون الأدائية هي هيئة حكومية سعودية تأسست في فبراير 2020، ومقرها في العاصمة الرياض. تُعنى الهيئة بكافة أنواع الفنون الأدائية، مثل: المسرح، والرقص، وعروض السيرك، والكوميديا الارتجالية، وعروض الشارع، والعروض الحركية، والباليه، والأوبرا.

## الأهداف
تهدف الهيئة للنهوض بالمجال المسرحي ودعمه وتشجيع التمويل والاستثمار فيه، كما تسعى لاعتماد برامج تدريبية مهنية وجهات مانحة للشهادات المتخصصة في هذا المجال.

## مسؤوليات
تقع على هيئة المسرح والفنون الأدائية مسؤولية تطوير قطاعات المسرح بجميع روافده، ودعم الفنانين والممثلين والمخرجين والمنتجين المسرحيين السعوديين وتمكين المواهب والقدرات المحلية، والتشجيع على الإنتاج والصناعة، وتطوير الأنظمة المتعلقة بصناعة المسرح والفنون الأدائية، واقتراح إستراتيجية قطاع المسرح والفنون الأدائية ومتابعة تنفيذها، إضافة إلى اقتراح مشروعات الأنظمة والتنظيمات التي تتطلبها طبيعة عمل الهيئة وتعديل المعمول به منها.
ستعمل الهيئة على تشجيع التمويل والاستثمار في المجالات ذات العلاقة باختصاصات الهيئة، واقتراح المعايير والمقاييس الخاصة بقطاع المسرح والفنون الأدائية، وتشجيع الأفراد والمؤسسات والشركات على إنتاج وتطوير المحتوى في القطاع، إلى جانب إقامة الدورات التدريبية، واعتماد برامج تدريبية مهنية وجهات مانحة للشهادات مختصة بالتدريب، وبناء البرامج التعليمية وتقديم المنح الدراسية للموهوبين بالتنسيق مع الجهات ذات العلاقة بالمسرح والفنون الأدائية، فضلاً عن دعم حماية حقوق الملكية الفكرية، والترخيص للأنشطة ذات العلاقة بمجال عمل الهيئة، وإنشاء قاعدة بيانات لقطاع المسرح والفنون الأدائية.
كما ستتولى الهيئة مسؤولية تنظيم وإقامة المؤتمرات والمعارض والفعاليات والمسابقات المحلية والدولية والمشاركة فيها، وتأسيس الشركات أو المشاركة في تأسيسها أو الدخول فيها، والاشتراك في الاتحادات والمنظمات والهيئات الإقليمية والدولية وما في حكمها ذات العلاقة باختصاصات الهيئة، إضافة إلى دورها في تمثيل المملكة في الهيئات والمنظمات والمحافل الإقليمية والدولية ذات العلاقة باختصاصتها.

## مجلس الإدارة
- تمتد عضوية مجلس الإدارة لثلاث سنوات قابلة للتجديد، ويجدول له أربعة اجتماعات رئيسية أو كلما دعت الحاجة خلال العام، إصدار القرارات اللازمة لتحقيق أهداف الهيئة وفق صلاحياته، إضافة إلى إشرافه على تنفيذ استراتيجياتها، وإقرار السياسات المتعلقة بنشاطها، ووضع اللوائح والأنظمة والإجراءات الفنية، والتخطيط للبرامج التي تسير عليها أعمالها.[6]
- في 04 ذو الحجة 1441 هـ الموافق 25 يوليو 2020 م، أعلنت وزارة الثقافة تشكيل مجلس إدارة هيئة المسرح والفنون الأدائية برئاسة الأمير بدر بن عبد الله بن فرحان وزير الثقافة، ونائب وزير الثقافة حامد بن محمد فايز عضواً ونائباً لرئيس المجلس، وعضوية كل من الدكتورة ملحة بنت عبد الله مزهر، والدكتورة مائسة بنت محمد الصبيحي، وعبدالإله بن فهد السناني، وسيمون فولر، ونضال الأشقر.[6]
- في 7 مارس 2024، أعيد تشكيل مجلس إدارة الهيئة وضم الدكتور راشد بن أحمد الشمراني، والدكتور سامي بن عبد اللطيف الجمعان، والدكتور سامح حسن مهران حسن، ونيف داولينق، وسيمون فولر.[7]
- في 18 نوفمبر 2024م عُين الدكتور محمد حسن علوان رئيساً تنفيذياً لهيئة المسرح والفنون الأدائية خلفاً للأستاذ سلطان بن عبد الرحمن البازعي الذي أحيل للتقاعد.[8]

## المبادرات والفعاليات

### الفلكلور البولندي
في 1 سبتمبر 2023، استضافت هيئة المسرح والفنون الأدائية، عرضًا من الفلكلور البولندي في قصر الثقافة بحي السفارات في مدينة الرياض، استمر إلى 7 سبتمبر 2023، حيث شهد عروضًا أدائيةً لأبرز الفنون الفلكلورية البولندية، التي عكستْ جزءًا من ثقافة الشعب البولندي، في الموسيقى والأداء والأزياء.

### النهّام
في 27 أكتوبر 2023، نظمت هيئة المسرح والفنون الأدائية مهرجان "النهّام" في مدينة الدمام، وتحديدًا بالواجهة البحرية، بمشاركة فرقتين وثلاثة نهامين من كل دولة من دول مجلس التعاون الخليجي. حيث يقصد "بالنهّام" الشخص الذي كان يصدح بغنائِهِ على سطح السفينة بأغانٍ بحرية، لحماس الغوّاصين المتجهين لصيد اللؤلؤ.

### إعداد الممثل والارتجال
في يوليو 2023، أطلقت هيئة المسرح والفنون الأدائية، البرنامج التدريبي "إعداد الممثل والارتجال" لعام 2023، الذي أقيم في ثلاث مدن، هي: الأحساء، خلال المدة من 16 إلى 27 يوليو، وتبوك، خلال المدة من 13 إلى 24 أغسطس، وحائل، خلال المدة من 25 سبتمبر إلى 5 أكتوبر، حيث يسعى البرنامج إلى تحقيق مجموعةٍ من الأهداف، من أهمها: زيادة الوعي حول الأداء المسرحي، وآلية العمل في المسرح، وأساسيات التمثيل والارتجال، مثل، تحليل النص، وتدريب الممثل.

### مبادرة المسرح المدرسي
أطلقت هيئة المسرح والفنون الأدائية المبادرة في يناير 2023م بالتعاون مع وزارة التعليم وجامعة موناش الأسترالية، وتهدف لتدريب أكثر من 25 ألف معلم ومعلمة على الفنون المسرحية في جميع مدارس المملكة الحكومية.

### التأليف المسرحي
في 15 نوفمبر 2022، أعلنت هيئة المسرح والفنون الأدائية، عن إطلاق مسابقة "التأليف المسرحي" على مستوى السعودية، وتنقسم إلى ثلاثة مسارات رئيسة، هي:
- مسار التاريخ والتراث (ويشمل النصوص المسرحية المقتبسة).
- مسار الطفل (المخصص للنصوص المسرحية الموجهة للطفل).
- المسار العام (يشمل كل النصوص المسرحية العامة) التي لا تندرج تحت المسارين الآخرين.

### مهرجان الرياض للمسرح
في يونيو 2023 أعلنت هيئة المسرح والفنون الأدائية عن إقامة النسخة الأولى من مهرجان الرياض للمسرح في تاريخ 23 ديسمبر 2023 في مركز المؤتمرات في جامعة الأميرة نورة بنت عبد الرحمن في الرياض، ويهدف لتنشيط وتفعيل الحراك المسرحي السعودي من خلال حزمة من العروض المسرحية السعودية، ويستهدف المهرجان دعم إنتاج 20 عملاً مسرحياً في مرحلته الأولى.

### منتدى كالوس
سلسلة ندوات حوارية متخصصة تنظمها هيئة المسرح والفنون الأدائية من عام 2022 بمشاركة نخبة من المسرحيين والخبراء في القطاع.، و تهدف لفتح قنوات للتواصل بين الخبراء والجمهور المهتم بالمسرح والفنون الأدائية، وخلق مسارات نقدية تتناول مسارات القطاع بجميع جوانبه الإبداعية والإنتاجية.

### مهرجان قمم الدولي للفنون الأدائية والجبلية
انطلقت النسخة الأولى منه في يناير 2022 تحت اسم "مهرجان قمم للفنون الأدائية الجبلية"، ويهدف للاحتفاء بالثقافة المحلية ودعمها وإبرازها، بما يضمن ترويجها ثقافياً وسياحياً، موفرًا فرصة لتمكين الأفراد وتشجيعهم على استثمار الموروث الشعبي الذي تزخر به السعودية. وفي يناير 2023، نظمت هيئة المسرح والفنون الأدائية في السعودية فعاليات "مهرجان قمم الدولي للفنون الأدائية الجبلية" في نسخته الثانية لمدة أسبوع في سبعة مواقع بمنطقة عسير. وكان من فعاليات المهرجان تنظيم مسيرة كرنفاليه على عربات تم تصميمها لتحاكي الجانب الفلكلوري والثقافي للدول المشارك وتم استعراض العربات في شارع الفن بأبها، إضافة إلى الأزياء التراثية والشعبية التي تمتاز بها الدول التي شاركت بالمهرجان لتضيف تنوعاً ثرياً .يذكر أنه شارك بالمهرجان 16 فرقة سعودية و14 فرقة دولية، تقدم حوالي 32 لوناً أدائياً جبلياً من داخل المملكة وعدد من دول العالم.
وفي 4 يناير 2024 أعلنت هيئة المسرح والفنون الأدائية عن النسخة الثالثة من مهرجان "قمم الدولي للفنون الأدائية الجبلية" في منطقة عسير بين 20 و27 يناير 2024، بمشاركة 45 فرقة محلية ودولية، تُؤدي 40 لوناً جبلياً سعودياً وعالمياً، وذلك امتداداً لجهود الهيئة الساعية إلى إبراز الفنون الأدائية السعودية وتسليط الضوء عليها. وسيكون المهرجان في8 مواقع أثرية بـمنطقة عسير، حيث بدأ المهرجان فعالياته بمسيرة كرنفاليه أُقيمت في طريق الأمير سلطان بـخميس مشيط، وبمشاركة 20 فرقة سعودية، و25 فرقة عالمية أدت خلالها 40 لونًا جبليًّا بأزيائها. وفي الوقت ذاته، شهد حفل الافتتاح الذي أُقيم على مسرح جامعة الملك خالد في أبها حفلاً فنياً ذا طابع جبلي، وشارك فيه فرقة أدائية بألوان فنونها المحلية؛ لاقت تفاعلاً مميزاً من الجمهور الحاضر.

### توثيق التاريخ الشفهي للمسرح السعودي - شهادات تاريخية
في أكتوبر 2023، أعلنت هيئةُ المسرح والفنون الأدائية، إطلاقَ مشروع "توثيق التاريخ الشفهي للمسرح السعودي - شهادات تاريخية"، حيث يهدف المشروع إلى توثيق شهاداتٍ شفهية لروّاد المسرح السعودي وممارسيه، وبدايات المسرح السعودي.

### العروض الأرجنتينية
في أكتوبر 2023، أعلنت هيئةُ المسرح والفنون الأدائية عن فعالية "العروض الأرجنتينية"، بمركز المؤتمرات بجامعة الأميرة نورة بالرياض. حيث تم تقديم عرض "باتاغونيا" والغاوتشو، والقصص الكلاسيكية، والتراث الأرجنتيني. وفي نوفمبر 2023 نظمت هيئة المسرح والفنون الأدائية في السعودية العرض الفني "الغابة"، وهو سادس فعاليات "العروض الأرجنتينية" التي تسعى الهيئة من خلالها لإثراء المحتوى الثقافي عبر اجتذاب العروض الأدائية من مختلف دول العالم، وذلك على المسرح الأزرق بجامعة الأميرة نورة في الرياض.

### مهرجان أندية الهواة المسرحي
أقامت هيئةُ المسرح والفنون الأدائية مهرجان أندية الهواة المسرحي في الفترة الممتدة من (4 يناير حتى 12 يناير 2024 )، ويهدف المهرجان لتمكين أندية الهواة المسرحية من تقديم عروضٍ مسرحية مميّزة في إطار تنافسي، وخلق بيئة داعمة ومنتجة للمسرحيين السعوديين، بحضور نخبة من المسرحيين والفنانين السعوديين. وتضمن المهرجان منافسة بين 8 أندية هواة مسرحية على 12 جائزة في تخصصات المسرح المختلفة، فضلاً عن برامج مصاحبة تتضمن ورشاً تدريبية، وندوات وعروضاً مسرحية.

### أوبرا زرقاء اليمامة
في فبراير 2024 ولأول مرة في السعودية وتحت رعاية وزير الثقافة السعودي الأمير بدر بن عبد الله بن فرحان آل سعود رئيس مجلس إدارة هيئة المسرح والفنون الأدائية، أعلنت هيئة المسرح والفنون الأدائية التابعة لوزارة الثقافة السعودية عن بدء عمليات إنتاج العرض الأوبرالي السعودي الأول "أوبرا زرقاء اليمامة"، خلال حفل استضافته قاعة جولد سميث بالعاصمة البريطانية لندن، بحضور جمع من المهتمين، إلى جانب المشاركين في إنتاج الأوبرا من المبدعين السعوديين والعالميين. حيث أُعلن أن انطلاق عروض أوبرا "زرقاء اليمامة" في مدينة الرياض سيكون منتصف شهر أبريل، وستمتد إلى عروض محلية ودولية متعددة. ووفقاً لتقرير صحيفة ذا تايمز البريطانية شهد العرض الأول في 25 أبريل 2024 ردود أفعال إيجابية من قبل الجمهور والفنانين، و يذكر أن الأوبرا من تأليف صالح زمانان وإخراج السويسري دانييل فينزي باسكا.

### برنامج "ستار" لدعم الإنتاج المسرحي
في مايو 2024 أطلقت هيئة المسرح والفنون الأدائية برنامج "ستار" لدعم الإنتاج المسرحي والتي تهدف من خلاله دعم الإنتاج للفرق المسرحية وأندية الهواة والشركات التي تعمل في قطاع الفنون الأدائية والمسرح، كما يوفر برنامج" ستار" للمشتركين فيه فرصاً للترشح إلى مهرجان الرياض المسرحي في نسخته الثانية.

## وصلات خارجية
- الموقع الرسمي